# Pavel Golia
Pavel Golia (10 de abril de 1887 – 15 de agosto de 1959) fue un poeta y dramaturgo esloveno.

## Vida
Pavel Golia nació en el seno de una familia relativamente adinerada de Trebnje. Entre 1907 y 1915, sirvió como oficial en el Ejército austrohúngaro.En 1918, fue un periodista en Moscú. Más tarde, trabajó como dramaturgo y Director Nacional de Teatros en Liubliana (1920-46, con una pausa de dos años), Osijek, y Belgrado. Murió en Liubliana.

## Obra
Golia escribió su primera colección de poemas, titulado Alkohol ("Alcohol"), en 1908. Fue publicado sólo en 1914. Escribió poemas durante 40 años. Según el historiador literario Igor Grdina, Golia fue un poeta intimista, que escribió sobre el alcoholismo y la prostitución. Fue influenciado por Oton Župančič, pero desarrolló su propio estilo.
Golia ha sido elogiado por sus obras, especialmente las infantiles. Publicó su primera obra Peterčkove poslednje sanje: božična povest v štirih slikah s prologom ("Sueños Finales de Peter: Una obra de Navidad en cuatro Imágenes con un prólogo"), en 1923. Sus obras infantiles más famosas son Princeska en pastirček ("Una princesa y un joven pastor"), Jurček ("Pequeño Jorge"), Srce igrač ("El Corazón de los Juguetes"), Uboga Ančka ("Pobre pequeña Ana"), y Sneguljčica ("Blancanieves"). El experto en literatura juvenil eslovena Igor Saksida le colocan entre los mejores dramaturgos eslovenos para niños.

## Conmemoración

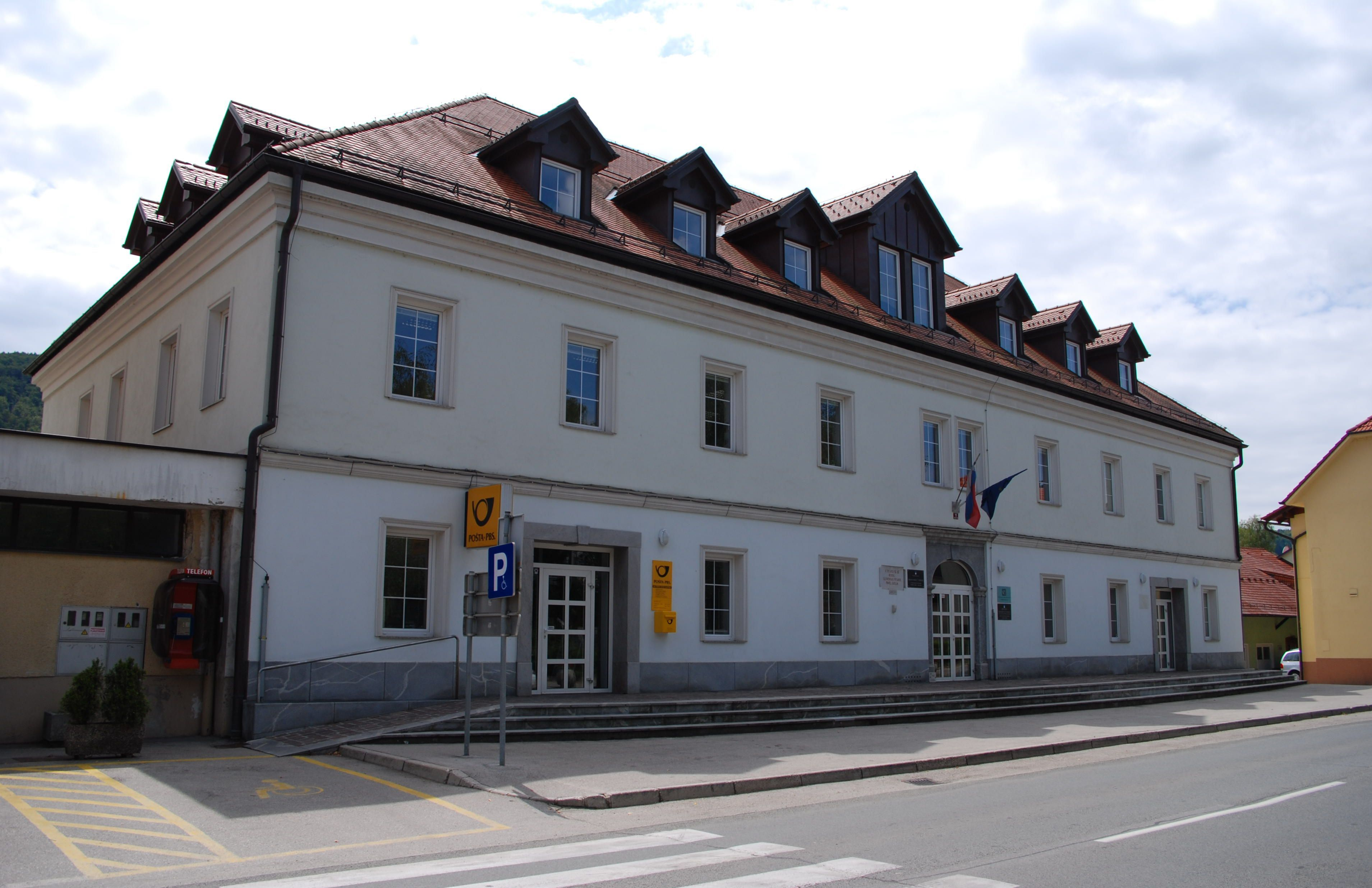
Casa natal de Pavel Golia en Trebnje

El Municipio de Trebnje celebra el 10 de abril como el Día de Pavel Golia.